# Take Me Home (album One Direction)
Take Me Home – drugi studyjny album brytyjsko-irlandzkiego boysbandu One Direction. Wydany został na świecie w listopadzie 2012 roku przez wytwórnię Syco Records oraz Columbia Records.
Album w Polsce uzyskał status platynowej płyty.

## Lista utworów
| #                                              | Utwór                    | Twórcy | Producenci                                  | Czas |
| ---------------------------------------------- | ------------------------ | --- | ------------------------------------------- | ---- |
| 1                                              | Live While We’re Young   | Rami Yacoub, Carl Falk, Savan Kotecha                                                                        | Yacoub, Falk                                | 3:20 |
| 2                                              | Kiss You                 | Yacoub, Falk, Kotecha, Shellback, Kristian Lundin, Albin Nedler, Kristoffer Fogelmark                        | Yacoub, Falk                                | 3:03 |
| 3                                              | Little Things            | Ed Sheeran, Fiona Bevan                                                                                      | Jake Gosling                                | 3:39 |
| 4                                              | C’mon, C’mon             | Jamie Scott, John Ryan, Julian C. Bunetta                                                                    | Bunetta                                     | 2:45 |
| 5                                              | Last First Kiss          | Nedler, Fogelmark, Yacoub, Falk, Kotecha, Harry Styles, Liam Payne, Zayn Malik, Louis Tomlinson, Niall Horan | Yacoub, Falk, Fogelmark, Nedler             | 3:23 |
| 6                                              | Heart Attack             | Yacoub, Falk, Kotecha, Shellback, Lundin                                                                     | Yacoub, Falk                                | 2:56 |
| 7                                              | Rock Me                  | Lukasz Gottwald, Henry Walter, Peter Svensson, Allan Grigg, Sam Hollander                                    | Dr. Luke, Cirkut, Emily Wright, Koool Kojak | 3:20 |
| 8                                              | Change My Mind           | Yacoub, Falk, Kotecha                                                                                        | Yacoub, Falk                                | 3:32 |
| 9                                              | I Would                  | Tom Fletcher, Danny Jones, Dougie Poynter                                                                    | Bunetta, Sam Waters                         | 3:21 |
| 10                                             | Over Again               | Sheeran, Robert Conlon                                                                                       | Gosling                                     | 3:02 |
| 11                                             | Back for You             | Fogelmark, Nedler, Kotecha, Payne, Styles, Tomlinson, Yacoub, Malik, Horan                                   | Yacoub, Falk, Nedler, Fogelmark             | 2:58 |
| 12                                             | They Don’t Know About Us | Tebey, Tommy Lee James, Peter Wallevik, Tommy Gee                                                            | Ottoh, Bunetta                              | 3:20 |
| 13                                             | Summer Love              | Horan, Hector, Steve Robson, Lindy Robbins, Malik, Payne, Tomlinson, Styles                                  | Robson                                      | 3:28 |
| Limited yearbook edition bonus tracks          |                          | |                                             |      |
| 14                                             | She’s Not Afraid         | Bunetta, Scott, Ryan, Tim Wood                                                                               | Bunetta, Ryan                               | 3:11 |
| 15                                             | Loved You First          | Bunetta, Ottoh, James, Ryan, Wood                                                                            | Bunetta, Ryan                               | 3:05 |
| 16                                             | Nobody Compares          | Shellback, Yacoub, Falk, Kotecha                                                                             | Falk, Yacoub, Shellback                     | 3:31 |
| 17                                             | Still The One            | Yacoub, Falk, Kotecha, Payne, Tomlinson, Styles                                                              | Falk, Yacoub, Svensson                      | 3:03 |
| Japanese limited yearbook edition bonus tracks |                          | |                                             |      |
| 18                                             | Truly Madly Deeply       | Trevor Dahl, Toby Gad, Robbins                                                                               | Gad                                         | 3:01 |
| 19                                             | Magic                    | Yacoub, Falk, Kotecha                                                                                        | Yacoub, Falk, Shellback                     | 3:05 |
| 20                                             | Irresistible             | Fletcher, Jones, Poynter, Horan, Malik, Payne, Styles, Tomlinson                                             | Bunetta, Waters                             | 3:59 |